# Гренадин

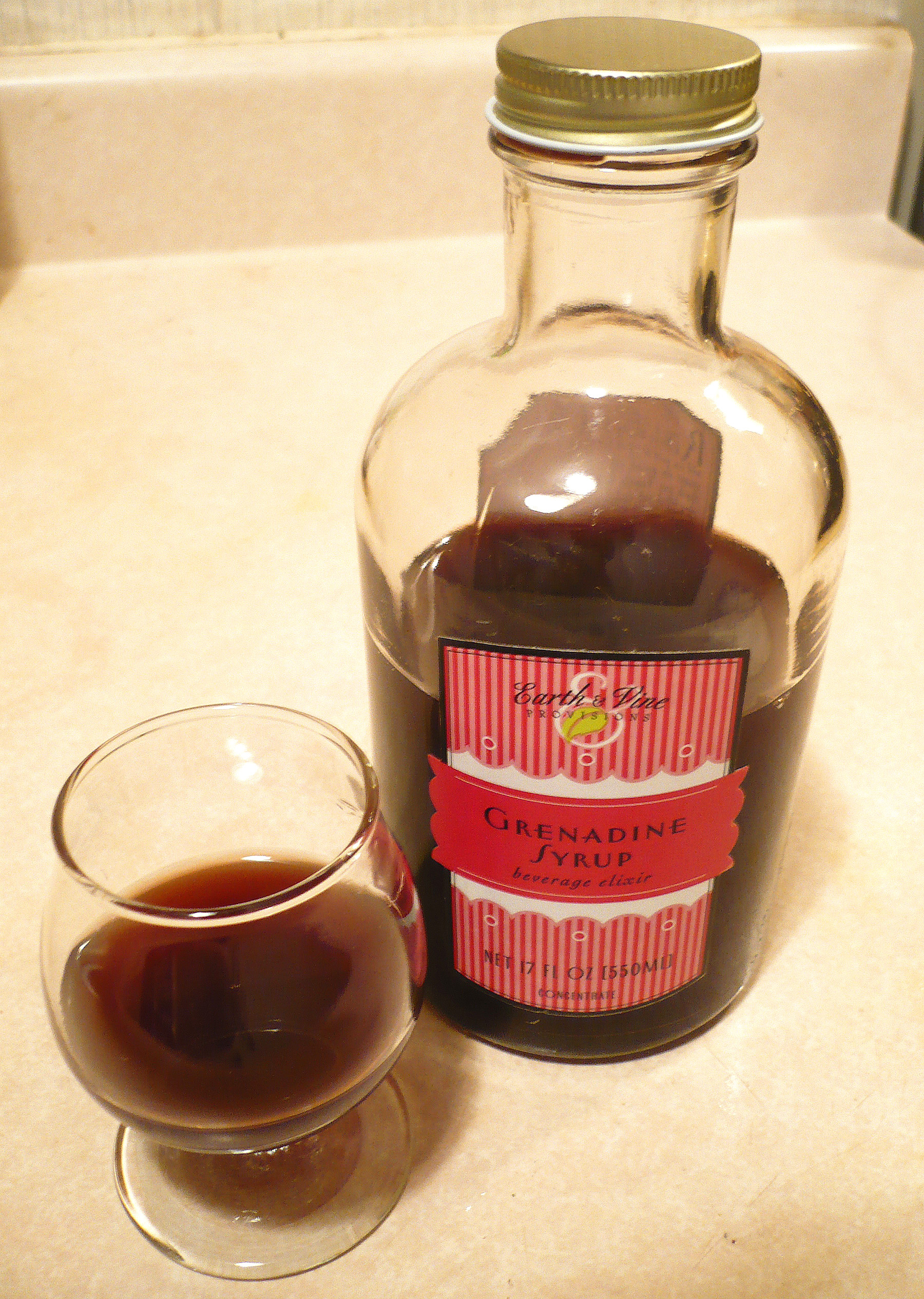
Пляшка і келих з гренадином

Гренадин (англ. Grenadine) — солодкий гранатовий сироп. 
Густа консистенція підходить для приготування коктейлів (наприклад  «текіла санрайз»), надає їм колір, солодкуватість і фруктовий аромат. У ряді випадків гренадин готують з додаванням алкоголю — у такому разі він є лікером.

## Назва
Назва «гренадин» походить від французького слова «grenade» — гранат.